# 16100 Hausknecht
16100 Hausknecht è un asteroide della fascia principale. Scoperto nel 1999, presenta un'orbita caratterizzata da un semiasse maggiore pari a 2,1825342 au e da un'eccentricità di 0,1148071, inclinata di 1,46124° rispetto all'eclittica.